# Marek Jóźwicki
Marek Edward Jóźwicki (ur. 1956 w Namysłowie) – polski projektant, pedagog, dr hab. ASP w Gdańsku oraz Sopockiej Akademii Nauk Stosowanych. Zajmuje się projektowaniem wnętrz, mebli i wzornictwem przemysłowym. 

## Życiorys
Studiował na Wydziale Architektury i Wzornictwa gdańskiej PWSSP (ASP), dyplom uzyskał w pracowni prof. Bolesława Petryckiego w 1983. Adiunkt I stopnia w Pracowni Projektowania Mebla na Wydziale Architektury i Wzornictwa. W 1985 wygrany konkurs na asystenta w pracowni profesora Edmunda Homy, najpierw Mebla na kierunku architektury wnętrz, potem w III Pracowni Projektowania Wzornictwa ze specjalnością meblarską. W 1987 po ukończeniu w 1986 Studium Doskonalenia Dydaktyczno-pedagogicznego Nauczycieli Akademickich w Gdańsku stanowisko starszego asystenta, a w 1993 wykładowcy. W 2005 uzyskał stopień doktora habilitowanego. Od 2012 profesor nadzwyczajny Sopockiej Akademii Nauk Stosowanych. Od 2006 jest kierownikiem Pracowni Mebla Seryjnego na Kierunku Wzornictwa. W latach 2008–2012 pełnił funkcję dziekana Wydziału Architektury i Wzornictwa ASP w Gdańsku, a w latach 2013–2016 funkcję kierownika Katedry Wzornictwa. Dyrektor Szkoły Doktorskiej ASP w Gdańsku.
Z okazji jubileuszu 35-lecia pracy twórczej w 2019 otrzymał Nagrodę Prezydenta Miasta Gdańska w Dziedzinie Kultury.